# Аляксандар Власов
Аляксандар Власов (28 серпня 1874, Вілейка, Мінська губернія, Білорусь — 11 березня 1941, Маріїнськ, Кемеровська область, РРФСР) — білоруський громадсько-політичний діяч, публіцист, політик і сенатор міжвоєнної Польської Республіки, економіст. Репресований окупаційною московсько-більшовицькою владою. Помер у в'язниці.

## Життєпис
Народився 28 серпня 1874 у Вілейці. Навчався у духовній семінарії в Пінську, Миколаївській гімназії в Липові, а згодом у Ризькому технічному університеті (1899—1905).
У грудні 1904 заснував першу білоруську політичну партію — Білоруську соціалістичну громаду і був членом її Центрального комітету. 
У 1908 — один із засновників видавництва «Наша хата».
З грудня 1906 по травень 1914 — головний редактор газети «Наша Ніва». За цей час Власов залучив до співпраці з газетою талановитих білоруських письменників, у тому числі Янку Купалу, який згодом став новим редактором газети.
У 1909 царською владою засуджений до чотирьох місяців в'язниці за свою громадсько-політичну діяльність та публікації.
Брав участь у Першому всебілоруському конгресі. 
У 1918 вступив до Ради Білоруської Народної Республіки, а через рік відновив діяльність Білоруського наукового товариства у Вільнюсі «Наша хата». Власов також видавав журнали «Лучынка» для дітей та «Саха» для селян.
На момент укладення Ризького договору 1920 перебував у Радошковичах, які опинилися в результаті договору на території міжвоєнної Польської Республіки. Пізніше, у Радошковичах, Власов створив білоруську гімназію імені Франциска Скорини та очолив Товариство білоруських шкіл. 
У 1922—1927 — першочерговий сенатор від списку Блоку національних меншин у Сенаті Польщі.
У жовтні 1939 заарештований органами НКВС та перевезений до Мінська. 
У листопаді 1940 засуджений до 5 років концтаборів за "шпигунську діяльність". 
Помер у в'язниці 11 березня 1941 в Маріїнську Кемеровській області РРФСР.

## Твори
- Беларуская Рада — прадстаўніца Беларусі [Архівовано 25 серпня 2011 у Wayback Machine.]